# Historia Poznania 1500–1650

## Rozwój konurbacji i jej ustrój
Późne średniowiecze i okres renesansu stanowiły „złotą epokę” w dziejach Poznania. Czas względnego spokoju i zmiana szlaków handlowych (Poznań znalazł się na skrzyżowaniu szlaku wiodącego z Rusi i Litwy przez Mazowsze na zachód Europy oraz szlaku z Europy Południowej przez Śląsk do Gdańska) oraz liczne nadania królewskie sprawiły, że miasto szybko się rozwijało.
Obszar wewnątrz murów został wówczas ściśle zabudowany (poza kilkoma miejscami, gdzie uniemożliwiały to warunki terenowe). Wiadomo, że w 1549 w mieście znajdowało się 550 kamienic i drewnianych domów będących własnością mieszczan, 86 należących do Żydów i po ok. 30 należących do szlachty i duchowieństwa. Zmieniało się również przeznaczenie budynków. Wiele zakładów rzemieślniczych przeniesiono w XVI wieku poza mury miejskie, wznosząc w ich miejsce domy mieszkalne.
Do licznych zmian w zabudowie przyczyniały się liczne kataklizmy, np. w pożarze z 1536 roku spłonęło 175 kamienic i 12 baszt, w 1590 zniszczeniu uległo 75 domów. Równie niszczycielskie były powodzie, chociażby jak ta z 1698, w której runęło sklepienie kościoła dominikanów.
W 1570 doszło do pierwszego od momentu lokacji powiększenia obszaru miasta. Sprowadzeni przez biskupa Adama Konarskiego jezuici, którym miasto powierzyło kościół św. Stanisława, namówili radę miasta na przesunięcie murów między Bramą Wrocławską a Ciemną Bramką na południe.
Również zmieniły się same fortyfikacje. W okresie swojej świetności miasto otaczały dwa mury, między którymi znajdowała się fosa napełniana wodą z Bogdanki.
Jednak nabywanie nieruchomości w mieście przez duchowieństwo i szlachtę prowadziło do osłabienia miasta jako całości. Przyczyną tego było przekształcanie tych posesji w jurydyki, z których miasto nie czerpało żadnych korzyści podatkowych, ani nie miało nad nimi władzy. Doskonałym przykładem jest pałac należący do rodu Górków. Proces ten oznaczał paradoksalne „kurczenie” się miasta przy nie zmienionym obszarze w obrębie murów miejskich. Dostrzegając płynące z tego zagrożenie, już w 1452 rada miejska wymogła na Kazimierzu Jagiellończyku mandat, który zakazywał nabywania nowych posesji w mieście przez Kościół (choć zakaz był martwym prawem, nie został do dziś zniesiony). Osobnymi prawami rządził się również zamek, który nigdy miastu nie podlegał.
Również za murami rozwijała się zabudowa. Z istniejących osad wyodrębniały się kolejne, nie wymieniane wcześniej, takie jak Dworki i Stosy czy Nowa Troska, która powstała przy prężnym sanktuarium Bożego Ciała leżącym na południe od miasta, na ówczesnym brzegu Warty. Rozwijały się również kościelne miasteczka na prawym brzegu rzeki (w większości prawa miejskie nadał im w 1444 Władysław Warneńczyk), a wokół nich powstawały drobne osady. Ogólnie w końcu XVI wieku konurbacja poznańska rozrosła się do 340 ha.
Także położone dalej wsie, które zostały związane z miastem aktem lokacyjnym, podlegały przemianie. W miejscowościach takich jak Jeżyce, Wilda czy Sołacz zaczęły powstawać folwarki, z których niektóre przetrwały aż do XX wieku.
Za murami również zaczęły wyodrębniać się jurydyki, głównie na lewym brzegu Warty. Większość z nich należała do Kościoła i powstała na bazie przedlokacyjnych parafii. Należały do nich jurydyka św. Marcina i św. Wojciecha. W 1511 usamodzielniła się rybacka osada Rybitwy, którą Zygmunt Stary wyjął spod prawa miejskiego, powierzając ją staroście generalnemu Wielkopolski. Na lewym brzegu istniała też jurydyka klasztoru benedyktynek, a także kilka szlacheckich – Potulickich (przejęta później przez jurydyki bernardynek i łazarską), a Czarnkowskich i najbardziej trwała, położona między Górą Zamkową a Wzgórzem św. Wojciecha, która należała kolejno do Ostrorogów, Czarnkowskich (w XVII wieku) i Sapieżyńskich (w XVIII wieku), po których istniejący do dziś plac targowy otrzymał przedwojenną nazwę – pl. Sapieżyński (dziś pl. Wielkopolski). Stosunkowo nietypową genezę ma wspominana już jurydyka łazarska. Otóż należący do miasta Szpital św. Łazarza (powstał w latach 1569–1571, na terenach średniowiecznego leprozorium Zakonu Rycerzy św. Łazarza) nabywał przez okres swojego istnienia kolejne grunty. Duży obszar sprawił, że pomimo jego formalnego podporządkowania radzie miejskiej stanowił odrębną jurydykę (dzisiejszy Łazarz).
Dwie jurydyki powstały też w pobliżu prawobrzeżnych wsi należących do miasta – Żegrze i Rataje. Pierwszą było Stanisławowo założone w 1562 przez Stanisława Górkę, lecz już w 1599 przekształcone w należące do miasta przedmieście zwane Łaciną lub Miasteczkiem. Znacznie trwalsze było, należące do kapituły poznańskiej, Piotrowo.

## Ludność i czynniki kształtujące jej liczbę
Ludność konurbacji poznańskiej w tym okresie szacuje się na ok. 20 tysięcy osób, z czego 8 tysięcy miało zamieszkiwać miasto w murach, 8-9 tysięcy lewobrzeżne przedmieścia i 3–3,5 tysiąca miasta i przedmieścia na prawym brzegu. Wiadomo, że liczba osób zamieszkujących Poznań ulegała znacznym wahaniom. Miały na to wpływ przede wszystkim liczne klęski żywiołowe, z których najważniejszymi były:
- pożary (zazwyczaj wybuchały na przedmieściach lub w dzielnicy żydowskiej i szerzyły się na miasto w murach):
  - 1536 (zniszczeniu uległo 175 kamienic, ratusz i zamek)
  - 1569 (Chwaliszewo, Nowa Grobla, Piaski)
  - 1570 (Ostrówek)
  - 1613 (dzielnica żydowska)
  - 1637 (Śródka)
- powodzie (1548, 1551, 1578, 1585, 1586, 1596, 1598, 1612, 1624)
- epidemie:
  - 1514 (około 10 tysięcy zmarłych)
  - 1526
  - 1542 (zmarło 4,5 tysiąca ludzi w murach i 0,6 tysiąca na Chwaliszewie)
  - 1552 (zmarło kilka tysięcy osób)
  - 1571
  - 1572 (bardzo duża liczba ofiar)
  - 1585
  - 1586
  - 1588–1589 (zmarło kilka tysięcy osób)
  - 1599 (5 tysięcy zmarłych)
  - 1600
  - 1604
  - 1607–1608
  - 1624–1625 (po niej nastąpił głód, w murach zmarło 6 tysięcy osób)

Wszystkie te klęski stanowiły poważne wstrząsy dla dynamicznie rozwijającego się miasta i biorąc pod uwagę stosunkowo małą dzietność mieszkańców można zastanawiać się, w jaki sposób miasto w ogóle przetrwało. Otóż ważnym czynnikiem wpływającym na zaludnienie miasta miały migracje.
Do Poznania napływali z okolicznych miasteczek kupcy i rzemieślnicy. Liczbę ludności zasilała również szlachta, której zachowanie dość często prowadziło do konfliktów z mieszczanami. Kolejną grupę stanowili chłopi, zarówno wyzwoleni spod władzy pańszczyźnianej, jak i zbiedzy. Ci pierwsi, jeśli byli w stanie osiągnąć odpowiedni status majątkowy, mogli liczyć na nadanie statusu obywatela, co wiązało się z przejściem do stanu mieszczańskiego.
Poznań jako ośrodek handlu przyciągał nie tylko mieszkańców wielkopolskich wsi i miasteczek, ale również obcokrajowców. Po klęskach w handlu śródziemnomorskim do Poznania zaczęli przybywać Włosi, głównie kupcy genueńscy, osiedliła się też w aglomeracji pewna ilość Szkotów, dzięki którym zostały nawiązane stosunki handlowe z miastami Wysp Brytyjskich. Byli oni głównie kupcami i rzemieślnikami, jednak sprzeczne ze sobą przekazy uniemożliwiają dokładniejsze określenie ich liczby. Ważną grupę społeczną stanowili również Niemcy, nie chodzi tu jednak o grupę, która przybyła do miasta w XIII wieku wraz z zasadźcą, Tomaszem z Gubina. Grupa ta była już w XV wieku całkowicie spolonizowana. Dowodem na to jest choćby fakt, że od 1526 roku wszelkie procesy w mieście toczyły się w języku polskim. Ludność niemiecką stanowili kupcy z Norymbergi, z którą ówczesny Poznań łączyły ścisłe więzy handlowe (wielu z nich miało podwójne obywatelstwo), stanowili też oni trzon poznańskiej społeczności luterańskiej. W mieście istniała też prężna kolonia grecka, której członkowie niemal w całości zmonopolizowali handel winem.
Największą mniejszością etniczną w Poznaniu byli Żydzi. Licząca ok. 2 tysięcy członków gmina różniła się pod wieloma względami od pozostałych grup społecznych. Jeszcze na mocy przywilejów Kazimierza Wielkiego z 1334, jej członkowie wyjęci byli spod jurysdykcji miasta i powierzeni pod opiekę panującego, w którego imieniu władzę tę sprawował starosta rezydujący na poznańskim zamku. Posiadali również swój własny samorząd – kahał, który sprawował bezpośrednią władzę nad wszystkimi współwyznawcami, utrzymywał synagogę, szpitale, szkoły i cmentarze, a także reprezentował wspólnotę we wszelkich sporach. W Poznaniu Żydzi zajmowali się głównie kuśnierstwem i krawiectwem, a bogatsi również lichwą (dominował kredyt krótkoterminowy, gdyż w pożyczkach długoterminowych prym wiodło duchowieństwo katolickie) i handlem (zarówno detalicznym jak i hurtowym). Żydowscy kupcy wyspecjalizowali się w handlu z włoskimi koloniami w Turcji oraz Ormianami. W 1507 roku poznańska gmina żydowska zapłaciła z okazji koronacji Zygmunta I Starego 200 złotych podatku koronacyjnego.
W 1633 król Władysław IV Waza nadał poznańskim Żydom przywilej De non tolerandis Christianis – zakaz wstępu chrześcijan do dzielnicy żydowskiej.
Poważniejsze konflikty z pozostałymi mieszkańcami zaznaczyły się dopiero w XVII wieku, kiedy to miasto zaczęło przeżywać recesję, a swoją działalność nasiliła kontrreformacja. Ogólnie jednak rzecz biorąc sami Żydzi uważali, że Poznań stanowi spokojne, w porównaniu z innymi, miasto.
Migracja odbywała się również w przeciwnym kierunku. Zwłaszcza po klęskach (np. po pożarze w 1613 niemal wszyscy Żydzi opuścili miasto, by wrócić do niego po roku). Również podczas zaraz, każdy kogo było na to stać opuszczał mury, w których pozostawała jedynie biedota.

## Warstwy społeczne, cechy
Ludność ówczesnego miasta można podzielić na trzy grupy. Patrycjat – zajmujący się handlem hurtowym, zamieszkujący rynek, którego członkowie rekrutowali się ze spolonizowanych osadników niemieckich z XIII wieku (należały tu takie rody jak Wildowie) oraz szlachty, która przyjęła obywatelstwo miejskie. Z tego stanu rekrutowała się rada miejska. Największą grupę stanowiła klasa średnia, zwana też pospólstwem. Składali się na nią kupcy handlujący detalicznie, a przede wszystkim skupieni w cechach rzemieślnicy. Z każdego cechu (poza cechem tragarzy, których uznawano za zbyt zbliżonych profesją do wyrobników) dwóch starszych zasiadało w tzw. stanie trzecim, który miał prawo wybierać elektów na burmistrza i rajców. Był to trzeci organ, obok rady miejskiej i ławy sądowej, sprawujący władzę w ówczesnym Poznaniu. Około 1600 roku działało w mieście 31 cechów:
- balwierzy i cyrulików
- bednarzy
- białoskórników (wyodrębnił się z cechu garbarzy)
- czapników
- czerwonoskórników (wyodrębnił się z cechu garbarzy)
- garncarzy
- grzebieniarzy
- kołodziejów i stelmachów
- konwisarzy
- kowali
- szewców
- kuśnierzy
- łaziebników
- miechowników
- mieczowników (wyodrębnił się z cechu ślusarzy)
- murarzy
- mydlarzy
- patenników
- piekarzy
- piwowarów i mielcarzy
- płócienników
- postrzygaczy sukna
- powroźników
- rymarzy i siodlarzy
- rzeźników ze starych jatek (cech rzeźników rozdzielił się ze względu na dużą liczbę mistrzów w mieście)
- rzeźników z nowych jatek
- ślusarzy
- stolarzy
- sukienników
- złotników
- tragarze – nie uznawani przez pozostałe cechy

Ponadto niektórzy mistrzowie w pewnych zawodach pozostawali poza cechami np. rybacy, łucznicy czy tafterze. Ogółem w Poznaniu działało co najmniej 2500 rzemieślników w 800-900 zakładach. Liczby te stawiały Poznań na drugim miejscu wśród ośrodków rzemieślniczych w kraju (po Gdańsku, a przed Krakowem). Dominowały zawody związane z obróbką skór, metalurgią i włókiennictwem, a także złotnictwem i piwowarstwem. Poza cechami znajdowali się partacze w jurydykach, których towary, przemycane do miasta, stanowiły poważną konkurencję dla wytworów rzemieślników cechowych. Rozwój rzemiosła w mieście wspierały zakłady na przedmieściach i w podległych miastu wsiach. Kilkanaście miejskich młynów mełło zboże, produkowało słód i filcowało sukno. Działały tam również cegielnie, papiernie i kuźnie.
Ostatnią, najniższą warstwę stanowiła nie posiadająca obywatelstwa biedota, pracująca jako niewykwalifikowana siła robocza, lub zajmująca się żebractwem.

## Wyznania

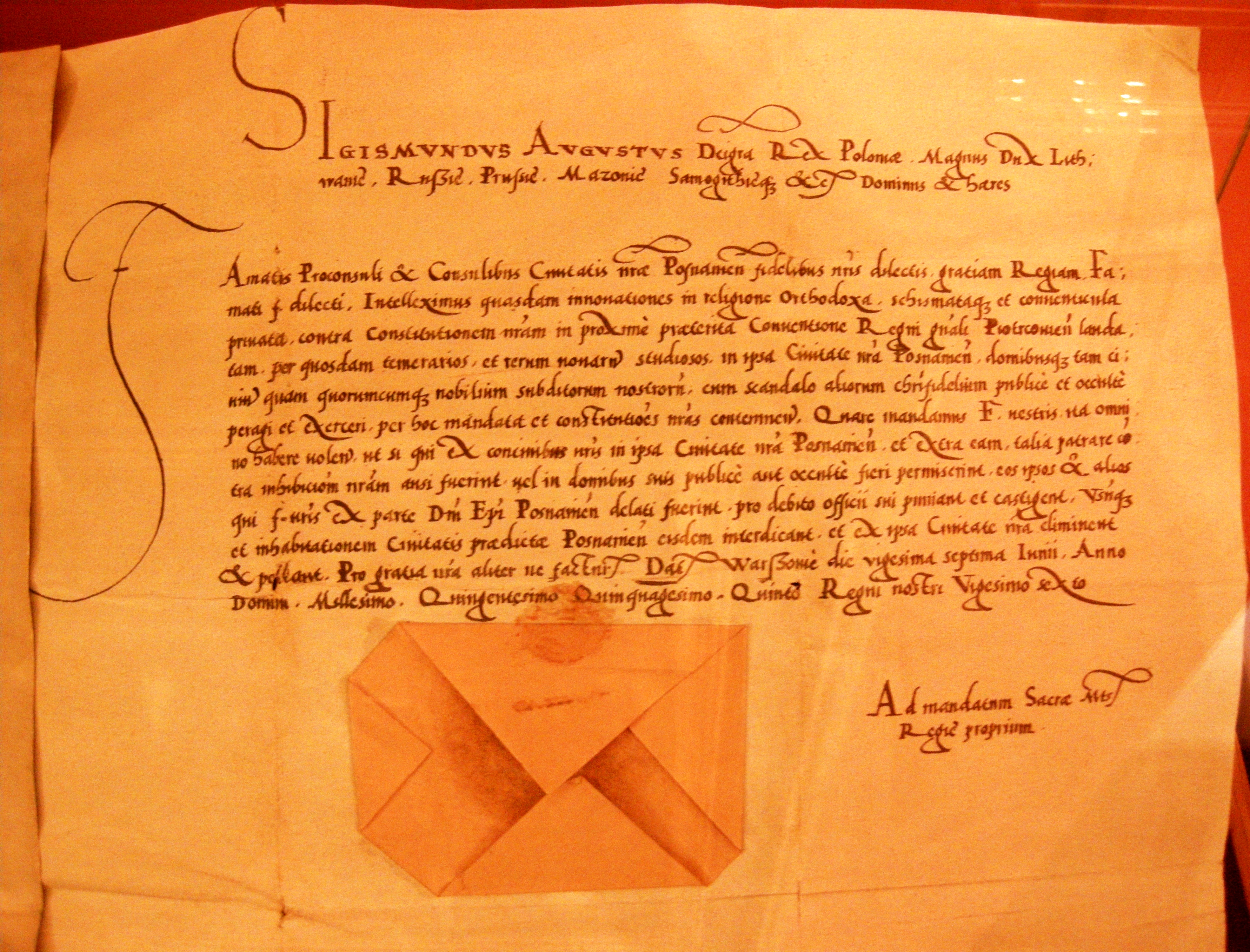
Nakaz usuwania z Poznania innowierców wydany 27 czerwca 1555 przez Zygmunta Augusta

W Poznaniu przez większość czasu dominowali katolicy, lecz wśród patrycjatu i miejskiej szlachty przez pewien czas przeważali protestanci.
Podłożem dla rozwoju reformacji były docierające z Czech idee Jana Husa, działalność Jana Ostroroga oraz dziekana wydziału humanistycznego Akademii Lubrańskiego – Krzysztofa Hegendorfera, a także innego nauczyciela tejże uczelni – Antoniego Nigra. Pewien wpływ na podatność patrycjatu na reformację przypisuje się również konfliktowi ekonomicznemu z hierarchią kościelną, jednak w końcu XVI wieku zaczął on tracić na intensywności.
Wśród patrycjatu największą popularnością z nowych ruchów religijnych cieszył się luteranizm. Tezy Marcina Lutra docierały do miasta dwiema drogami – przez kupców oraz przez młodzież studiującą w Niemczech. Nowe idee dotarły przede wszystkim do ludności znającej język niemiecki, zatem do patrycjatu oraz szlachty. Po stronie luteran stanęli m.in. Rafał Leszczyński, Stanisław Latalski, Jan Krotoski, Andrzej i Jan Jaktorski, a także takie rody jak Górkowie, Ostrorogowie, Bnińscy i Tomiccy. Ich centrum religijnym został poznański pałac Górków. Do warstw niższych luteranizm dotarł z ambony fary. Otóż rada miejska miała w tym czasie prawo, w porozumieniu z proboszczem, mianować kaznodziejów. I tak aż do 1548 zdarzało się, że w katolickim kościele głoszono kazania sprzeczne z nauką tegoż kościoła. Sama rada popierała reformację w dość konkretnym celu. Chciano ograniczyć wpływy Kościoła na terenie miasta. Narastający wpływ luteran, przy katolickiej większości wśród pospólstwa doprowadził do zamieszek na tle religijnym jesienią 1533 (powód niepewny) oraz w 1546 (próba umieszczenia miejskich skarbonek w farze). Po wydarzeniach z 1533 rada miejska wydała nakaz dochowania przez obywateli wierności Kościołowi katolickiemu, pod groźbą śmierci. Nakaz ten, choć nigdy nie został cofnięty, był jednak przepisem martwym.
Pomimo dominacji protestantów w radzie miejskiej i obecności luterańskiego starosty Andrzeja I Górki, poznański Kościół katolicki okazał się wystarczająco silny, aby podjąć walkę z innowiercami. Nowy rektor Akademii Lubrańskiego, scholastyk Grzegorz z Szamotuł, udowodnił w dyspucie teologicznej Hegendorferowi herezję, co doprowadziło w 1535 roku do wypędzenia humanisty z miasta. Doszło również do palenia ksiąg, usuwania podejrzanych o kacerstwo kapłanów i kaznodziejów, a także do wzywania przed sąd biskupi mieszczan. Właśnie walka z herezją, poprawa obyczajów i podniesienie poziomu wykształcenia duchowieństwa były głównymi tematami zwoływanych dość często synodów diecezjalnych.
W czerwcu 1548 do Poznania przybyli bracia czescy, którzy zostali wygnani ze swojej ojczyzny. Władze miejskie przyjęły ich wówczas jako dobrych osadników, ale już 4 sierpnia 1548 biskup poznański Benedykt Izdbieński uzyskał królewski edykt nakazujący opuścić im Wielkopolskę. Większość z nich udała się dalej na północ, do Prus, część jednak znalazła schronienie w dobrach protestanckiej szlachty, a ich głównymi ośrodkami poza Poznaniem stały się Szamotuły i Ostroróg.
W latach 1549–1550 w kościele św. Jana na Komandorii działał proboszcz Jan z Przasnysza, który przeszedł na kalwinizm, zaś w tym samym okresie rektorem szkoły miejskiej został Grzegorz Paweł z Brzezin, który był jednym z najwybitniejszych braci polskich.
W tym okresie rozwojowi reformacji nadal sprzyjała rada miejska, a miało to duże znaczenie, zwłaszcza w związku z mandatem królewskim z 1555 przekazującym pełnię kompetencji w sprawach o herezję sądowi miejskiemu. Najlepszym dowodem takiej postawy rady jest fakt, że w całym XVI wieku odbyła się tylko jedna sprawa o przestępstwo przeciw wierze, a oskarżony był członkiem wspólnoty braci polskich.
Również opiekę nad nimi sprawowali wielkopolscy magnaci – Górkowie i Stanisław Ostroróg sprzyjali luteranom, podczas gdy Jakub Ostroróg braciom czeskim. To właśnie od J. Ostroroga to ostatnie wyznanie otrzymało na przedmieściu św. Wojciecha teren gdzie powstały zbory polsko- i niemieckojęzyczny, szkoła i szpital. Wymienieni powyżej możni byli gorącymi zwolennikami połączenia wszystkich wyznań w jeden kościół narodowy, gdyż uznawali to za jedyny sposób przeciwstawienia się potędze katolików. To w dużej mierze dzięki ich staraniom doszło 24 sierpnia 1555 do podpisania porozumienia między kalwinami a braćmi czeskimi na synodzie w Koźminku.
Poważnym osłabieniem dla poznańskich protestantów była śmierć w 1552 starosty generalnego Wielkopolski, Andrzeja I Górki. Urząd po nim objął Janusz Kościelecki, który jako gorliwy katolik zwalczał każdy przejaw herezji. Doprowadził on do wydania przez króla w 1555 i 1556 mandatów skierowanych przeciw protestantom, a w szczególności przeciw braciom czeskim. Na ich mocy starosta zlikwidował instytucje należące do tej wspólnoty na przedmieściu św. Wojciecha.
Pomimo że w mieście królewskim od 1555 całość władzy sądowniczej w materii wyznania posiadał sąd miejski, w prawobrzeżnych miasteczkach ta władza nadal pozostawała w rękach sądu biskupiego. Postawienie przed takim sądem w 1557 Jakuba Ostroroga, Jana Tomickiego i Łukasza Jankowskiego oraz kilku mieszczan doprowadziło do zbrojnego wystąpienia protestanckiej szlachty, która uwolniła wszystkich pojmanych. Zresztą broniono nie tylko szlachty ale i samych mieszczan. W 1554 podobny zajazd pod przywództwem Łukasza III Górki i Jakuba Ostroroga uwolnił z poznańskiego ratusza skazanego na śmierć szewca Pawła Organistę i kilku innych mieszczan skazanych za kacerstwo na pobyt w lochu. Siła wielkopolskiej szlachty okazała się tak duża, że pomimo trudności czynionych przez starostę w Poznaniu powstała oddzielna wielkopolska prowincja braci czeskich. Ponadto w 1564 Jakub Ostroróg uzyskał królewski przywilej wyłączający własność wspólnoty na św. Wojciechu spod władzy Kościoła i lokalnej władzy świeckiej, a także, współpracując z Rafałem Leszczyńskim i Wojciechem Marszczewskim, zapewnienie Zygmunta Augusta, że jego edykt o wydaleniu protestantów-obcokrajowców dotyczy wyłącznie braci polskich. W tym czasie pogłębiało się także zbliżenie między trzema głównymi odłamami protestanckimi w mieście: luteranami, braćmi czeskimi i kalwinami, jednak porozumienie okazało się nietrwałe, zwłaszcza przy silnym dążeniu poznańskich luteran do oczyszczenia religii z wpływu kalwinizmu, co zaowocowało krystalizacją Kościoła ewangelicko-augsburskiego.
Mimo początkowych sukcesów, po pewnym czasie zaczęły pojawiać się poważne trudności w rozwoju reformacji w mieście. Otóż zarzewiem problemów okazała się opieka szlachty, a zwłaszcza Stanisława Górki. Zbieranie się innowierców w znienawidzonych przez stanowiących najliczniejszą grupę społeczną, rzemieślników, jurydykach prowadziło do coraz większej izolacji protestantów. Pamiętać należy również o tym, że plebs nadal pozostawał katolicki. Wszystko to sprawiło, że w ostatnich latach XVI wieku najliczniejsza, niemieckojęzyczna gmina luterańska liczyła 2300–2400 wiernych, z czego jedynie 600 mieszkało w obrębie murów. Polskojęzycznych luteran było 200, braci czeskich również tworzących odrębne gminy polską i niemiecką było razem 200–500 (razem z osobami dojeżdżającymi z okolic). Ogółem zatem innowiercy w całej konurbacji stanowili zaledwie 15%, z czego 10% przypadało na Żydów. Do tego po zakończeniu soboru trydenckiego w 1563 zaostrzyła się kontrreformacja.
Pomimo że w latach 1566–1568 starostą generalnym był Jakub Ostroróg, król wydał nakaz, który dotarł tuż po jego śmierci, aby urzędnikami zostawali jedynie katolicy. Natomiast 28 czerwca 1571 do miasta przybyli zaproszeni przez biskupa Adama Konarskiego jezuici – zakon wyspecjalizowany w zwalczaniu reformacji. Dzięki poznańskiemu superiorowi – Jakubowi Wujkowi miasto stało się głównym bastionem kontrreformacji oddziałującym nie tylko na Wielkopolskę, ale też Śląsk i Brandenburgię. Powołane przez niego Kolegium Jezuickie, dzięki bezpłatności, stało się szkołą średnią o ambicjach uniwersyteckich, której oddziaływanie jest nie do przecenienia. To jezuici sprawili, że ponownie podporządkowali się Kościołowi tacy możni jak Mikołaj Tomicki, Hieronim i Jan Gostomscy, Jan Ostroróg, Jan i Wacław Leszczyńscy czy Abraham Zbąski. Solą w oku zakonu były jedynie zbory działające pod opieką innych magnatów, jednak w końcu XVI i na początku XVII wieku starzy opiekunowie, a nawet całe rody, zaczęli wymierać. W 1568 zmarł Jakub Ostroróg, w 1592 ostatni z Górków – Stanisław, w 1603 – Jan Zborowski, a w 1621 ostatni z Krotoskich. Szczególnie dotkliwa dla protestantów była śmierć Stanisława Górki. Po jego śmierci pałac, służący dotąd zborowi luterańskiemu, przeszedł na własność miasta, które powierzyło go benedyktynkom. Zmusiło to luteran do przeniesienia zboru do Czerwonaka. Również koniec chroniącej ich dotychczas przed prześladowaniami osobistej przyjaźni Stanisława Górki z prymasem Stanisławem Karnkowskim otworzył drzwi zamieszkom, w których prym wiedli uczniowie jezuitów.

## Handel
Jako ośrodek ponadregionalny Poznań handlował głównie z:
- Gdańskiem (16% obrotów)
- Wrocławiem (9% obrotów)
- Toruniem (6% obrotów)
- Wilnem (5% obrotów)
- Norymbergą (5% obrotów)
- Lipskiem (4% obrotów)
- Głogowem (4% obrotów)
- Hamburgiem (4% obrotów)
- Krakowem (3% obrotów)
- Lublinem (3% obrotów)
- Warszawą (2% obrotów)
- Lwowem (2% obrotów)

Na zachód (również drogą morską przez Gdańsk) wędrowały takie towary jak skóry i futra z Europy Wschodniej, wełna, konopie, wosk, pierze. Z zachodu zaś przywożono wyroby luksusowe, sukno, owoce, wino, sól i produkty mineralne. Do Gdańska i Torunia trafiały wełna i skóry oraz chmiel ze Śląska i pierze, a także wino z Węgier i ołów z Małopolski, sprowadzano zaś sukno, śledzie i towary luksusowe. Z północnego wschodu (od Rygi po Mazowsze) importowano futra i skóry, eksportując tam sukno, wyroby żelazne, przyprawy i nasiona roślin uprawnych. Z południowego wschodu (głównie Lublina, Przemyśla i Jarosławia) sprowadzano duże ilości skór wołowych, a także towary z Azji, takie jak jedwab.
Towary spożywcze sprowadzano z miast Wielkopolski, a także miejskich folwarków. Pierwszym folwarkiem należącym do Poznania był Górczyn (od XIII wieku), jednak dopiero w 1609 wieku w procesie sądowym uznano ostatecznie prawo własności miasta do niego. Kolejnym była Wilda z podległą jej wsią Luboń, zakupiona prawdopodobnie w 1529 r. W 1549 zakupiono Bonin, a w 1598 Sołacz. W 1599 wykupiono z zastawu Rataje i połączono je w folwark z Żegrzem. Ogółem było to 1500 ha ziemi. Dominowała w nich produkcja na sprzedaż, głównie na rynku miejskim. Na Wildzie i Ratajach-Żegrzu dominowała uprawa pszenicy, a w pozostałych folwarkach – żyta. Ponadto na Wildzie hodowano znaczną liczbę koni, a we wszystkich folwarkach znajdowały się młyny i browary. Pracę na rzecz miejskich folwarków wykonywali chłopi pańszczyźniani z miejskich wsi oraz wolni najemnicy. Przykładowo na rzecz folwarku wildeckiego pracowali chłopi pańszczyźniani z Jeżyc, Kundorfu, Lubonia, Muszej Góry, Wymykowa i części Winiar. Również między poszczególnymi chłopami panowały różnice w obciążeniu pańszczyzną, i tak na przykład od jednego gospodarstwa kmiecego w folwarku należało przepracować w folwarku od jednego (chłopi z Jeżyc) do czterech (chłopi z Górczyna) dni.

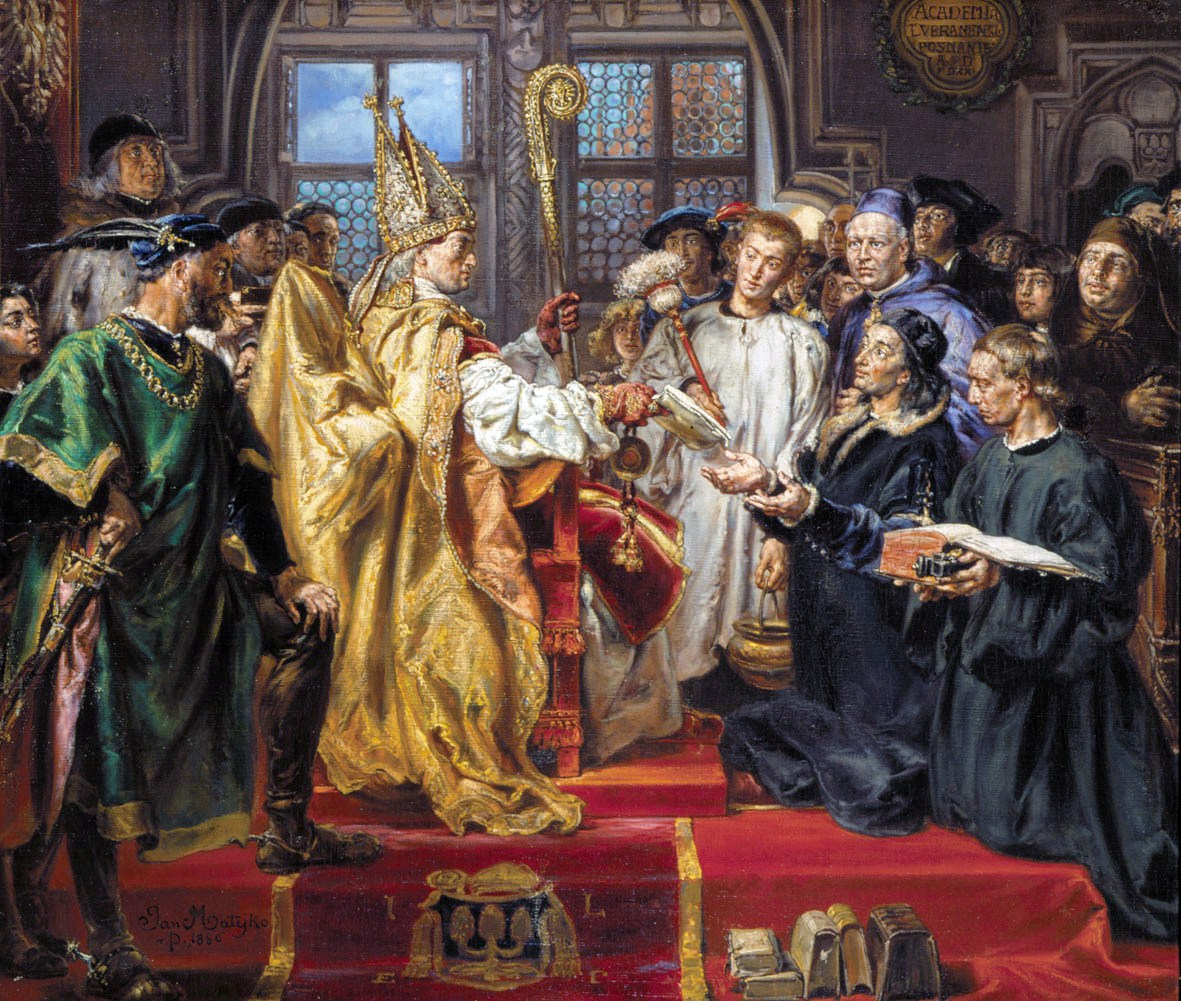
Założenie Akademii Lubrańskiego w Poznaniu, obraz Jana Matejki

## Edukacja
W 1500 roku w Poznaniu działały dwie większe szkoły – katedralna, która była najstarszą szkołą w kraju, oraz założona w 1303, działająca przy kolegiacie farnej, szkoła miejska. Poza nimi przy kościołach św. Marcina i św. Wojciecha działały szkółki parafialne. Przy czym szkoła przy katedrze, schola maior, miała status szkoły średniej, kształcąc zarówno swoich uczniów w naukach wyzwolonych, jak i znajomości łaciny. Największy nacisk kładziono w niej jednak na przedmioty związane z przygotowaniem do stanu duchownego, a więc na naukę liturgii, śpiewu kościelnego, dogmatów i prawa kanonicznego. W tym czasie do Poznania docierały idee humanistyczne. Ten nowy prąd spowodował, że będący jego zwolennikiem biskup poznański Jan Lubrański założył w 1519 roku na Ostrowie Tumskim pierwszą humanistyczną szkołę w Polsce, nazwaną później, od swojego założyciela, Akademią Lubrańskiego. Szkoła ta przeżywała w kolejnych latach swoje wzloty i upadki, aby w XVI wieku stać się de facto filią Uniwersytetu Jagiellońskiego.
W 1571 do miasta przybyli jezuici, którzy już w 1572 rozpoczęli budowę własnego kolegium według planów architekta G. B. di Quadro, której budowę chętnie wspierali konkurujący z kapitułą poznańską mieszczanie. Uroczyste otwarcie nastąpiło 25 czerwca 1573, a jej pierwszym rektorem został Jakub Wujek. Nowoczesny, jezuicki system oświaty opierał się na najnowocześniejszych osiągnięciach pedagogiki, również protestanckiej, wykorzystywanych w celu nauczania zgodnego z doktryną kontrreformacji. W 1585 w szkole rozpoczęto naukę filozofii. Bezpłatna nauka sprawiła, że szkoła jezuitów stała się szybko czołowym ośrodkiem edukacyjnym w Wielkopolsce. Wszystko to sprawiło, że jezuici kilkakrotnie podjęli starania o podniesienie Kolegium do rangi uniwersytetu. Po raz pierwszy 28 października 1611 uzyskali taki przywilej od Zygmunta III Wazy, jednak opozycja ze strony Uniwersytetu Jagiellońskiego, którego wykładowcy na sejmie w 1613 bronili posiadanego w Koronie monopolu oraz ich interwencja w Rzymie, sprawiły, że papież Paweł V wydał 14 listopada 1613 bullę znoszącą przywilej królewski. Podobna sytuacja miała miejsce w 1650, gdy uzyskawszy poparcie Jana Kazimierza utworzenie zostało udaremnione przez krakowskich profesorów. Także ich działania zmusiły w 1685 Jana III Sobieskiego do cofnięcia wydanego w 1678 zezwolenia na utworzenie wydziału filozoficznego i teologicznego.
Szkoła katedralna przestała istnieć ok. 1650, a jej funkcję przejęła ulegająca degradacji Akademia Lubrańskiego, w 1579 szkołę miejską przejęli jezuici, jednak miasto utworzyło nową już po roku. Szkółki parafialne miały natomiast poziom zbliżony do szkółek wiejskich. Kolejne szkoły, wybijające się ponad przeciętny poziom, działały przy klasztorach dominikanów i bernardynów, jednak kształciły one wyłącznie w kierunkach religijnych.
W 1555 na przedmieściu św. Wojciecha powstała szkoła braci czeskich, a w 1567 szkoła luteran. Ta ostatnia działała tylko rok, po czym została zamknięta wskutek interwencji biskupa Adama Konarskiego. Luteranie ponownie otworzyli szkołę, tym razem poza jurysdykcją miasta, na Górze Czerwowskiej, w 1592. Obie szkoły protestanckie zostały zniszczone podczas zamieszek religijnych w 1616, po czym nie zostały odbudowane. Przez cały ten okres istniała również, stojąca na niskim poziomie, szkoła żydowska przy synagodze.
Dziewczęta uczono pisania i czytania po polsku i po łacinie, a także haftu, tkactwa i prowadzenia gospodarstwa domowego. Zajmowały się tym katarzynki i bernardynki, a w przypadku dziewcząt protestanckich wymienione już istniejące szkoły.

## Obrona przeciwpożarowa
W roku 1544, zapewne w wyniku częstych pożarów, Rada Miejska uchwaliła nowy porządek ogniowy. Miał on na celu usprawnienie walki z pożarami na terenie miasta i na jego przedmieściach.